# Yeardley Smith
Martha Maria Yeardley Smith (født 3. juli 1964), udtales /'jɑrdli/, er en amerikansk skuespiller og Lisa Simpsons stemme i serien The Simpsons.

## Biografi
Martha blev født i Paris, men voksede op i Washington, DC. Hun er datteren af journalisten Joseph Smith.
Ud over at lægge stemme til Lisa er hun af og til andre stemmer i Simpsons. Hun har også været i andre serier som Dharma and Greg, Disney Channels Phil of the future og Square One. Hendes filmkarriere rummer også film som The Legend of Billie Jean, Maximum Overdrive og As Good as It Gets. Sidstnævnte er næsten en Simpsonsfilm; næsten alle fra Simpsons-holdet er med i filmen.
Yeardly indrømmede i The Jane Pauley Show at hun havde kæmpet med bulimi i over 25 år. Hun har haft roller mens hun havde bulimi op gennem karrieren, bl.a Lisa i Simpsons.